# 首尔看守所
首尔看守所（韩语：／）是大韩民国的1間看守所，由首尔地方矫正厅管辖。虽然名为首尔拘留所，但这間看守所实际位于京畿道義王市。建築本身的历史可追溯到日本殖民時期設立的京城監獄。

## 历史
首尔看守所的前身是1908年日治时期在首爾西大門區峴底洞创设的，时名京城監獄。1912年，由于京城监狱人满为患，日治政府在相当于今日麻浦區孔德洞之地新建了一所监狱。此后，原本位于首尔的京城监狱改名西大门监狱（서대문감옥），麻浦新建的监狱则使用京城监狱的名字（这座京城监狱后来改名为麻浦刑務所）。1923年，西大门监狱改名为西大門刑務所（서대문형무소）。日本战败之后，此处仍被用作监狱，在1945年更名为首尔刑務所（서울형무소），1961年更名首尔矯導所（서울교도소），1967年改为首尔拘置所。1987年11月15日，首尔拘置所迁往南方的义王市，原址定为大韓民國指定史蹟，改建为西大門獨立公園。

## 曾经或现时遭关押在此的知名人物
- 柳永哲
- 姜浩順
- 金斗漢
- 元世勋
- 朴槿惠
- 崔順實
- 李在鎔
- 金淇春（朝鲜语：김기춘）
- 赵允旋
- 车恩泽
- 文世光
- 李在鎔
- 朴槿惠
- 尹錫悅